# ミズタニ自転車
ミズタニ自転車株式会社（ミズタニじてんしゃ、Mizutani Bicycle Co., Ltd.）は、東京都台東区に本社を置く、スポーツ用自転車及び関連部品、アクセサリーの輸入・卸売を行う日本の企業である。

## 概要
1924年（大正13年）創業の老舗自転車専門商社。当初は自社ブランド製品の製造・卸売を行っていたが、後に高級スポーツ自転車や部品の輸入卸売業へと事業内容を転換した。
シマノの国内代理店業務を担うほか、海外の多数の著名ブランドの輸入総代理店として、日本国内の販売店へ商品を供給している。取り扱いブランドは、アメリカのクリスキング、トムソン、ODI、ベルギーのリドレー、ドイツのコンチネンタルなど多岐にわたる。
2024年11月26日に創業100周年を迎えた。

## 沿革
- 1924年（大正13年） - 初代水谷定吉が水谷商店として自転車および部品の製造・卸売業を創業。
- 1947年（昭和22年） - 水谷正一が水谷輪業社を創立し、自社ブランド「Seraph」などを展開。
- 1973年（昭和48年） - 社名をミズタニ自転車株式会社に変更。
- 1987年（昭和62年） - 一般自転車の製造を中止し、高級自転車・部品の輸入卸売業に事業を転換。
- 1996年（平成8年） - ドイツR&M社がデザインした「BD-1」の販売を開始。
- 2003年（平成15年） - 株式会社シマノの国内販売代理店となる。また、イギリスの自転車ブランド「ブロンプトン」の輸入総代理店となる。
- 2004年（平成16年） - ドイツのタイヤメーカー「コンチネンタル」の自転車タイヤ輸入総代理店となる。
- 2009年（平成21年） - ウェブ受注システムを稼働開始。
- 2011年（平成23年） - 名古屋支店を開設。
- 2015年（平成27年） - 大阪支店を阿倍野に移転。
- 2020年（令和2年） - ベルギーのスポーツバイクブランド「リドレー」の輸入総代理店となる。
- 2023年（令和5年） - 本社を東京都台東区池之端の現在地に移転。[7]

## 事業内容
- 株式会社シマノの自転車部品国内代理店業務
- 国内製自転車部品、付属品、アクセサリーの卸売
- 海外製自転車、自転車部品、アクセサリーの輸入代理店業務
- 完成自転車の企画・卸売

## 主な取扱ブランド
ミズタニ自転車は、以下の海外ブランドの日本における輸入代理店となっている。
- アメリカ: クリスキング, トムソン, ODI, ナイナー, パークツール, ディフィート, クローム, フィードバックスポーツ, スタンズ・ノーチューブス, ESIグリップス
- イギリス: DMR
- ドイツ: コンチネンタル, ファウデ
- ベルギー: リドレー
- イタリア: セッレSMP, DMT, MET, ウルサス
- 台湾: アレックスリム, KMC, リデア

## 事業所
- 本社: 東京都台東区池之端四丁目8番1号
- 名古屋支店: 愛知県名古屋市中区金山1-2-4 IDエリアビル511[9]
- 大阪支店: 大阪府大阪市阿倍野区旭町1-1-17 サンビル阿倍野4F
- 物流倉庫: 富士物流株式会社 新東京物流センター（東京都江東区）